# Nie muszę
Nie muszę – trzeci singel Julii Wieniawy. Wraz z premierą singla zaprezentowano teledysk w reżyserii Pawła Fabjańskiego.
Przebój był notowany na 59. miejscu na liście AirPlay, najczęściej odtwarzanych utworów w polskich rozgłośniach radiowych. Uzyskał status podwójnej platynowej płyty.
W 2022 w ramach projektu „Kayax XX Rework” z okazji 20-lecia wytwórni Kayax została wydana nowa wersja utworu w wykonaniu Julii Wieniawy w duecie z Kayah.

## Notowania

### Pozycje na listach airplay
| Kraj   | Lista (2018)      | Najwyższa pozycja |
| ------ | ----------------- | ----------------- |
| Polska | AirPlay – Top     | 59                |
| Polska | AirPlay – Nowości | 4                 |

### Pozycje na radiowych listach przebojów
| Kraj   | Lista (2018)          | Najwyższa pozycja |
| ------ | --------------------- | ----------------- |
| Polska | Radio Szczecin (SLiP) | 11                |